# Miloslav Penner
Miloslav Penner (5. září 1972 Uherské Hradiště – 31. ledna 2020) byl český fotbalový obránce.

## Fotbalová kariéra
V české nejvyšší soutěži hrál za Slováckou Slavii Uherské Hradiště, FC Karviná, SK Dynamo České Budějovice, FC Marila Příbram a FC Tescoma Zlín. Pětkrát zažil sestup do druhé ligy (v sezóně 1995/96 v Uherském Hradišti, v sezóně 1996/97 v Karviné, a v sezónách 1997/98, 2000/01 a 2004/05 v Českých Budějovicích) a je v této statistice rekordmanem samostatné české ligy.
V nižších soutěžích nastoupil za FK Baník Havířov, FK Tatran Prachatice, Slavoj Vyšehrad, TJ Spartak Hluk a Slovácká Viktoria Bojkovice. Naposledy byl hráčem klubu TJ Slavoj Jarošov v okresním přeboru Uherského Hradiště. Typický levák, řízný a nepříjemný stoper nebo krajní obránce, často nebezpečně faulující.[zdroj?] V nejvyšší soutěži obdržel v 249 zápasech 82 žlutých a 9 červených karet, čímž je v historické tabulce žlutých karet na čtvrtém místě a v tabulce červených karet na děleném prvním místě.
Kromě ostrých zákroků vešel ve známost i pro svůj účes, který v 90. letech nosil – tzv. mullet.

## Osobní život
Jeho synem je Nicolas Penner, fotbalista Juventusu Turín.

## Ligová bilance
| Ročník                          | Zápasy | Góly | Minuty | Klub                             |
| ------------------------------- | ------ | ---- | ------ | -------------------------------- |
| 2. česká fotbalová liga 1993/94 | –      | 1    | –      | FK Baník Havířov                 |
| 2. česká fotbalová liga 1994/95 | –      | 4    | –      | FK Baník Havířov                 |
| 1. česká fotbalová liga 1995/96 | 26     | 1    | 2 209  | Slovácká Slavia Uherské Hradiště |
| 2. česká fotbalová liga 1996/97 | 14     | 2    | –      | Slovácká Slavia Uherské Hradiště |
| 1. česká fotbalová liga 1996/97 | 14     | 0    | 1 251  | FC Karviná                       |
| Gambrinus liga 1997/98          | 26     | 1    | 2 194  | SK České Budějovice              |
| 2. česká fotbalová liga 1998/99 | 28     | 0    | –      | SK České Budějovice              |
| Gambrinus liga 1999/00          | 27     | 1    | 2 393  | SK České Budějovice              |
| Gambrinus liga 2000/01          | 21     | 0    | 1 791  | SK České Budějovice              |
| 2. česká fotbalová liga 2001/02 | 28     | 0    | –      | SK České Budějovice              |
| Gambrinus liga 2002/03          | 28     | 0    | 2 469  | SK České Budějovice              |
| Gambrinus liga 2003/04          | 18     | 0    | 1 49   | SK České Budějovice              |
| Gambrinus liga 2004/05          | 1      | 0    | 90     | SK Dynamo České Budějovice       |
| 2. česká fotbalová liga 2004/05 | 9      | 0    | –      | TJ Tatran Prachatice             |
| Gambrinus liga 2004/05          | 13     | 0    | 1 170  | 1. FK Příbram                    |
| Gambrinus liga 2005/06          | 24     | 0    | 2 077  | 1. FK Příbram                    |
| Gambrinus liga 2006/07          | 13     | 1    | 1 068  | 1. FK Příbram                    |
| Gambrinus liga 2006/07          | 9      | 0    | 758    | FC Tescoma Zlín                  |
| Gambrinus liga 2007/08          | 22     | 0    | 1 862  | FC Tescoma Zlín                  |
| Gambrinus liga 2008/09          | 7      | 0    | 578    | FC Tescoma Zlín                  |
| CELKEM I. LIGA (1995–2008)      | 249    | 4    | 21 359 |                                  |
| CELKEM II. LIGA (1993–2004)     | –      | 7    | –      |                                  |